# Relle Pál
Relle Pál, született Reichmann (Budapest, 1883. szeptember 8. – Budapest, 1955. április 5.) író, újságíró, színikritikus.

## Életútja
Reichmann József (1854–1911) és Reiner Katalin fia. Építészmérnöknek készült, majd Berlinben színházi rendezést tanult Brahmnál és Reinhardtnál. Miután tanulmányait elvégezte, képzőművészeti kritikus, majd hírlapíró lett. 1904-től az Egyetértésnél és Az Újságnál dolgozott. 1912-től 1938-ig a Magyar Hírlapban és a Világban jelentek meg színikritikái. 1929-ben egy darabig művészeti igazgató volt a Magyar Színháznál. 1946 és 1949 között tárcái jelentek meg a Világban, 1948 és 1952 között felelős szerkesztője volt a Színház és Mozi című lapban. Németre is fordított több színművet.
Háromszor nősült. 1912. június 22-én Budapesten, a Terézvárosban házasságot kötött Cooke Franciskával, akitől 1921-ben elvált. 1925. június 25-én ismét megházasodott. Második felesége Greiner (Péchy) Blanka színésznő volt, akivel 1934-ig élt együtt. 1938-ban Budapesten feleségül vette Sándor Zsuzsannát, akivel együtt élt annak haláláig.

## Önállóan megjelent kötetei
- A mi városunk (Pásztor Mihállyal közösen)
- Örök emlékek (elbeszélések)
- Muskátli (színmű, Belv. Színház)
- Egy perc (színmű)
- Ember tervez (színmű, 1926, Kamara Színház)